# Лачинов, Дмитрий Александрович
Дми́трий Алекса́ндрович Лачи́нов (10 (22) мая 1842, Тамбовская губерния — 15 (28) октября 1902, Санкт-Петербург) — русский физик, электротехник, метеоролог и климатолог, изобретатель, педагог и популяризатор науки. Первым сформулировал условия передачи электроэнергии на большие расстояния (опубликовано в начале 1880 года в первом номере журнала «Электричество»), издал первый в России учебник (курс) «Метеорологии и климатологии» (1889). Помимо этого, именем учёного названы многие электротехнические приборы. 
Д. А. Лачинов также является основателем кафедры физики Петербургской Лесной академии (1864), заслуженным профессором; действительным статским советником.

## Биография
Родился 10 (22) мая 1842 года в селе Новая Островка («Самодуровка тоже»), в Шацком уезде Тамбовской губернии. Происходил из старинного русского рода Лачиновых, ведущего родословие от воеводы Григория Григорьевича Лачина (середина XV в.). Отец — подполковник Александр Петрович Лачинов, участник Отечественной войны 1812 года, дважды дошёл до Парижа (1814 и 1815). Мать — Мария Ивановна, урождённая Фролова. Младший брат военного историка Н. А. Лачинова, химика П. А. Лачинова и писательницы П. А. Лачиновой (П. Летнев), дядя филолога, теоретика театра, актёра В. П. Лачинова.
По окончании 1-й Санкт-Петербургской гимназии в 1859 году поступил на физико-математический факультет Санкт-Петербургского университета, где его учителями были П. Л. Чебышёв, Э. Х. Ленц, Ф. Ф. Петрушевский. Из-за временного закрытия университета в 1862 году отправился в Германию, где 2,5 года в Гейдельберге и Тюбингене занимался физикой под руководством выдающихся учёных Г. Л.-Ф. Гельмгольца, Р. В. Бунзена и Г. Р. Кирхгофа. По возвращении в Санкт-Петербург сдал экзамен на степень кандидата физико-математических наук.
Научно-педагогическую деятельность в Лесном институте начал штатным преподавателем в 1865 году на кафедре физики, основанной им в 1864 году; (1877 — доцент, а с 1890 года — профессор кафедры физики и метеорологии).
Умер 15 (28) октября 1902 года. Похоронен на Волковском православном кладбище.

## Научные достижения
Научные интересы Д. А. Лачинова лежали главным образом в области технических приложений электричества. И здесь с его именем связано первенство русской творческой мысли. Доказал преимущество параллельного включения дуговых ламп, указал на возможность смешанного их совместного включения с лампами накаливания. Ему принадлежат многие изобретения, в том числе — носящие имя Д. А. Лачинова: гальваническая батарея особой конструкции, регулятор напряжения в зависимости от числа введённых в цепь ламп, применение губчатого свинца для покрытия аккумуляторных пластин, прибор для обнаружения дефектов электрической изоляции, оптический динамометр, «электролизёр» (приоритет электролитического получения водорода и кислорода из воды), автоматический регулятор («экономезатор электрического освещения»), «динамоэлектрическая машина без железа» (в то время подразумевалось применение в воздухоплавании — для создания лёгких двигателей, но сам изобретатель более всего был озадачен теоретической стороной решения вопроса) и многие другие.

### Электромеханическая работа
В середине 1880 г. в первом номере журнала «Электричество», который начал издавать большой друг Дмитрия Александровича В. Н. Чиколёв, Д. А. Лачинов опубликовал статью «Электромеханическая работа», в которой впервые указал пути решения проблемы передачи электричества на большие расстояния. Основная мысль Д. А. Лачинова сводилась к тому, что для сохранения КПД передачи электроэнергии необходимо увеличивать передаваемое напряжение по мере увеличения расстояния пропорционально корню квадратному из сопротивления цепи (чем снимается зависимость КПД от расстояния). Прямое следствие работы Д. А. Лачинова — начало создания высоковольтной техники, вызвавшее применение силовых трансформаторов, формирование всей системы трёхфазного переменного тока и высоковольтных линий электропередачи. За рубежом только в августе 1881 появилась статья, в которой повторялись выводы Д. А. Лачинова почти дословно. Выдающийся электротехник Михаил Андреевич Шателен пишет:
В этой статье, названной «Электромеханическая работа», Д. А. Лачинов разбирает работу машин, действующих и в качестве генераторов, и в качестве двигателей..., и приходит к важному выводу о возможности передачи электроэнергии на большие расстояния по проводам, пользуясь токами высокого напряжения.
По словам М. А. Шателена, профессор Д. А. Лачинов впервые, задолго до М. Депре, разработал основные теоретические вопросы, касающиеся областей электропередачи. Из его теоретических работ наибольший интерес представляли исследования, посвящённые передаче и распределению электроэнергии. М. А. Шателен был твёрдо убеждён, что изучение этих вопросов Д. А. Лачинов начал в конце 1870-х годов, то есть ещё до первых опытов А. Депре. Б. Н. Ржонсницкий, на прямом сравнении публикаций Д. А. Лачинова и М. Депре, доказал неоспоримый приоритет первого.
В своей статье Д. А. Лачинов указал на возможность превращать тепло «прямо в электричество. Для этой цели могут служить термоэлектрические батареи». Здесь же он даёт понятие о противоэдс, выводя его из энергетических соображений и получив так хорошо известную теперь формулу для двигателя постоянного тока: IR=U — E (где U — напряжение на якоре, Е — противоэдс, I — ток в якорной цепи, R — сопротивление обмотки якоря). В статье также впервые подробно рассмотрены особенности работы электродвигателей независимого, параллельного и последовательного возбуждения. Изложенные в ней теоретические принципы послужили «руководящей нитью при всевозможных практических соображениях и проектах».
Затрагивая тему научной периодики, следует помнить, что конъюнктурная «борьба за читателя» всегда была свойственна журналистике, поэтому всегда немалых сил стоило доказать целесообразность публикаций специальной научной направленности, убеждённым поборником которых был и Д. А. Лачинов. Разрабатывая теорию электропередачи, он поднял знамя борьбы за электротехнику как науку, основанную на математическом анализе явлений. На смену эмпирике он уверенно вводил математический метод в новую отрасль техники. Положение того времени обязывало Д. А. Лачинова заявить: «Так как даже в среде электротехников мы слышим мнения о неуместности для журнала статей, подобных настоящей, переполненных скучными и бесполезными формулами (хотя в сущности теория динамомашин развита здесь кратко и элементарно), то тем более вероятно, что между посторонними читателями найдется много лиц, держащихся того же взгляда». Далее Д. А. Лачинов прибег к следующей метафоре:
Мы, напротив, считаем, что распространение теоретических сведений между электротехниками совершенно необходимо, в подтверждение чего позволим себе привести давнишнее, но верное сравнение человека, лишённого теоретических знаний, со слепым, принужденным подвигаться вперед ощупью. Если искание истины возможно и с завязанными глазами, то нельзя не согласиться, что этот способ труден и неудобен.
В 1878 г. Д. А. Лачинов по поручению Императорского Русского Технического Общества (РТО) ездил в Париж на Всемирную выставку (одной из задач этой командировки было изучение системы профессионального образования во Франции, чему посвящено сообщение Д. А. в Комиссии РТО 9 марта 1879), а в 1881 г. он представлял Русский отдел на Международной электротехнической выставке в Париже, где демонстрировались его изобретения. За успешную деятельность в качестве комиссара Русского отдела Д. А. Лачинов был удостоен Ордена Почётного легиона (офицерской степени) и получил бронзовую медаль за свои изобретения.

### Электролитический способ получения водорода и кислорода
В 1888 году первым предложил электролитический способ получения и промышленного производства водорода и кислорода, и применение обогащённого кислородом дутья в металлургии и стекольном производстве. В своих патентах Д. А. Лачинов предусматривал получение водорода и кислорода как при нормальном, так и при повышенном давлении, а также предлагал конструкцию ванн с монополярными и биполярными электродами. Д. И. Менделеев в «Основах химии» указывает на будущность этой технологии:
Так как получение гальванического тока с помощью динамомашин, пользуясь топливом, ветром, водопадами и другими силами природы, и вследствие возможности проводить токи на далекие расстояния, — постепенно, но постоянно (особенно с последней четверти XIX столетия) упрощается и удешевляется, то электролитическое разложение многих сложных тел приобретает большое значение, и электротехника все более и более приобретает прав на пользование ею для практических целей во множестве химических производств. Поэтому предложение проф. Д. А. Лачинова получать чрез электролиз (или 10—15%-ного раствора едкого натра или 15%-ного раствора серной кислоты) кислород и водород (оба могут иметь множество приложений) может иметь своё практическое значение, по крайней мере, в будущем времени. Вообще электролитические методы разложения имеют по своей простоте большую будущность, но поныне, когда получение тока еще обходится дорого, их приложение ограничено.

### Метеорология и климатология. Газоразрядная визуализация
Дмитрий Александрович создал в Лесном институте одну из первых в России лабораторий для учебных практических занятий физикой, уступавшую только кабинету Санкт-Петербургского университета, организовал при кафедре метеорологическую станцию, по мере пополнения оборудования которой, наблюдения стали регулярными, а с 1890 — ежедневными трёхразовыми по программе метеостанций II разряда.
Развивая цикл своих метеорологических исследования, продолжая работу над изучением вольтовой дуги и фотографии (и то и другое — с 1877), в конце 1870-х — начале 1880 годов Д. А. Лачинов публикует в «Русском Инвалиде» ряд статей, затрагивающих различные аспекты этих научных программ и комплексное их применение: «Новый способ фотографирования» (1878, № 14), «Электрография» (1879, № 98), «Фосфоресценция и её применение к фотографии» (1880, № 331) и другие; летом и осенью 1887 года в физической лаборатории Лесного института Д. А. Лачинов моделировал формы атмосферного электричества — дифференциации электроразрядов в газовой среде, при содействии фотографа В. Монюшко фотографировавшихся или фиксировавшихся на бромжелатиновой пластинке непосредственным воздействием искры. В процессе первых опытов снимался яркий разряд (искра индукционной катушки, соединённой с конденсаторами) или — неяркий, когда введённое в цепь сопротивление давало продолжительный тлеющий разряд. Вторая и третья серия опытов производилась без камеры — разряд скользил по поверхности сухой бромжелатиновой пластинки и оставлял на ней след, который при проявлении делался видимым — не что иное, как один из первых примеров так называемой газоразрядной визуализации.
25 апреля 1895 года, узнав о создании А. С. Поповым прибора для обнаружения и регистрации электрических колебаний, Д. А. Лачинов первым установил «грозоотметчик» на своей метеостанции (или «разрядоотметчик» — такие названия прибору первым дал именно Д. А. Лачинов), где были получены первые же регистрации электрических разрядов атмосферы, и где впоследствии много лет велись систематические их наблюдения. В 1889 г. Д. А. Лачинов издал первый в России учебник «Основы метеорологии и климатологии», заслуживший всеобще одобрение современников, а в его 2-м издании изложен принцип действия «разрядоотметчика Попова» — это и есть первое описание прототипа радиоприёмника (июль 1895). До недавнего времени ошибочно считалось, что первой публикацией, в которой дано описание беспроволочного телеграфа, являлось издание протокола 15/201 заседания Физического отделения РФХО 25 апреля 1895 года в здании «Же де Пам» (помещение для спортивных упражнений во дворе СПб университета), на котором А. С. Попов впервые доложил о своём изобретении; и самое первое сообщение об изобретении А. С. Поповым беспроволочного телеграфа сделал 8 июля 1897 года в «Петербургской газете» Д. А., которому также принадлежит идея радиотрансляции.
До середины XIX века метеорология как часть физической географии входила в состав физики. В конце 1880-х годов Д. А. Лачинов, несколько отойдя от РФХО и РТО, переносит свою работу в Русское географическое общество, в Метеорологической комиссии которого он был занят разработкой основ этой едва зарождавшейся науки, выделившейся в самостоятельную дисциплину в период 1860—1880 годов, которая вскоре также разделилась на собственно метеорологию и климатологию. Вышедший в 1884 году труд А. И. Воейкова «Климаты земного шара, в особенности России» — первый классический в климатологии, имевший предшественником работу В. Веселовского «О климате России» (1857). Метеорология же не была представлена подобным академическим изданием. Работу над первым в России самостоятельным курсом Д. А. Лачинов начал в 1887 году, а в 1889 году увидел свет его «Курс метеорологии и климатологии», который удовлетворял потребность в учебнике не только Лесного института, но и других высших учебных заведений. Это издание получило ряд восторженных отзывов в периодике. Газета «Гражданин» пишет: «Теперь более чем когда-нибудь ощущается недостаток в таком руководстве… Автор настоящего труда, г. Лачинов, задался именно этой целью, и ему, на наш взгляд, вполне удалось восполнить указанный пробел» (1889, № 140, 22 мая, стр. 4, Новые книги); — «Русские Ведомости»: «…Сочинение г. Лачинова пополняет существенный пробел в нашей научной литературе… Значительный интерес книге придают описания новейших самопишущих аппаратов…, причём автор иллюстрирует своё изложение отличными рисунками и знакомит везде с приборами и методами наблюдений» (1889, № 180, 2 июля). Наиболее обширные отзывы помещены в газетах «Правительственный вестник» (1889, № 154, 16 июля) и «Новости» («Новости и Биржевая газета», 1889, № 159, 12 июня) — первая пишет: «Между… десятью главами наиболее удачной представляется последняя, об электрических явлениях, в изложении которых специалисты-метеорологи, конечно, не могли бы конкурировать с автором — знатоком электричества и его приложений», — во второй О. Д. Хвольсон писал:
Перед нами прекрасная книга, каких немного найдётся не только в русской, но и в иностранной литературах; появлению её не может не порадоваться всякий, кому дорого развитие отечественной научной литературы. Автору удалось образцово решить нелёгкую задачу — изложить современное состояние названных в заголовке наук и притом в весьма привлекательной форме… От всей души желаем ей широкого распространения, которого она заслуживает.

### Эксперт
Практическая электротехника всегда была очень близка ему. Учёный на протяжении всей своей жизни принимал горячее участие в обсуждении всех вопросов, выдвигаемых практикой, и давал теоретические решения, открывавшие перед ней новые пути. Деятельность Д. А. Лачинова в IV отделе РТО, от лица которого он выполнял большую работу в качестве эксперта Комитета по техническим делам Департамента торговли и мануфактур в вопросах выдачи привилегий, и для его современников и для исследователей его научного наследия долгое время оставалась практически неизвестной. По положению об экспертизе о ней не могли знать ни изобретатели-электротехники, ни даже самые близкие друзья Дмитрия Александровича. На протяжении 20 лет (с начала 1880-х годов) все изобретения в этой области прошли через руки его, неизменно поддерживавшего добросовестных исследователей. Он помогал получению привилегий, способствовал реализации сотен разработок и изобретений, нёсших новое и разумное; это выразилось и в его гласной защите приоритета истинных изобретателей: Д. А. Лачинов выступал в печати со статьями, отстаивавшими их права, включался в дискуссии. Архивные материалы фонда Департамента торговли и мануфактур содержат более 50 дел с заключениями Д. А. Лачинова, среди которых отзывы об изобретениях П. Н. Яблочкова, В. Н. Чиколёва, Н. Н. Бенардоса, М. О. Доливо-Добровольского и других выдающихся русских электротехников, а также о заявках М. Депре, К. Циперновского, М. Дери, В. Сименса, Н. Теслы, Т. А. Эдисона и др..
О свойственной учёному гибкости ума — весьма ценного качества в этом ответственном деле, говорит, например, его подход к проблеме использования переменного тока, поначалу категорически отвергнутого им в качестве перспективной формы электроэнергии. Однако по прошествии некоторого времени Д. А., переосмыслив своё отношение к данному вопросу, осознал, что заблуждался, и стал поборником развития исследований в этой области — освоения настоящего направления электротехники. История указанного противостояния говорит о том, что такое случилось отнюдь не со всеми, кто был причастен к этим прениям.

### Метрология света
Потребность систематического контроля за освещением города в условиях оживлённой конкуренции различных его видов между собой настоятельно требовала создания Центральной фотометрической станции (преимущества электрического освещения были убедительно показаны учёным ещё в 1879 году в статье «Конкуренция электричества с газом» — «Русский Инвалид», № 187). С таким предложением 1884 году выступил Д. И. Лачинов, незадолго перед тем разработавший свой удобный и простой фотометр; теория его основывалась на законе, по которому освещение поверхности световым источником прямо пропорционально силе его света и синусу угла, образуемого лучами с плоскостью, и обратно пропорционально квадрату расстояния — это и положено в основу расчётного механизма "фотометра Лачинова». Некоторое время прибор этот имел применение, но после усовершенствования его конструкции, был вытеснен.
Дмитрий Александрович предложил Городской думе организовать такую станцию. Он рекомендовал, официально признав, заключить международную конвенцию об узаконении эталона платиновой световой единицы — «света, испускаемого одним квадратным сантиметром расплавленной платины во время её застывания, перпендикулярно к её поверхности». Настоящее предложение Д. А. Лачинова было поддержано А. М. Бутлеровым.
Министерство иностранных дел в конце 1884 года получило предложение о заключении международной конвенции на единицу сопротивления и силы света, Совет РТО передал все материалы в VI отдел, который поручил Д. А. Лачинову дать заключение об этом предложении. При немногочисленных возражениях — со стороны О. Хвольсона, Р. Ленца и других, была принята версия заключения Дмитрия Лачинова (с дополнением М. Котикова), имевшая следующий вид: «Было бы в высшей степени желательно, чтобы легальный ом и платиновая световая единица были приняты и у нас в России, с тем, однако же, условием, чтобы был установлен нормальный способ химического очищения платины для означенного употребления».

### Научные общества
Д. А. Лачинов — член-организатор Русского Физического общества (1872) и VI отдела (электротехнического) Русского Технического общества. Учёный сотрудничал с Д. И. Менделеевым, Ф. А. Пироцким, Н. Н. Бенардосом, В. Н. Чиколёвым и мн. др.

### «Соляной городок» и научная публицистика
Он уделял много внимания популяризации науки. В Соляном городке Д. А. Лачинов читал просветительские лекции и проводил демонстрационные опыты. Им написано много очерков и статей, посвящённых различным вопросам приложения электричества.
С появлением первых сообщений о работах В. К. Рентгена (1895), А. С. Попов, Д. А. Лачинов, О. Д. Хвольсон и другие русские исследователи, повторяя его опыты, находили объяснения новым фактам и популяризировали открытие. С этой целью А. С. Попов и Д. А. Лачинов самостоятельно изготавливали трубки Крукса, необходимые для получения рентгеновских лучей, и демонстрировали их на своих лекциях.
В конце 1877 г. Д. А. проводил опыты с телефонами Белла (фирм Сименса, Винтера, Гальтона и др.), определяя сопротивление их катушек и качество звука. В публикации им предложены сдвоенные телефонные трубки, то есть не исключено, что именно он был первым, кто высказал идею наушников.

### «Разоблачение спиритизма»
Д. А. был членом комиссии, занимавшейся изучением медиумических явлений", созданной по инициативе Д. И. Менделеева (06.05.1875; 1-е заседание — 07.05.1875), Д. А. Лачинов был единственным, чьё участие в комиссии выразилось изложением понимания физической природы некоторых аспектов механики столовращения. Вкратце его точка зрения сводилась к следующему: медиум использует «равнодействующую силу, которая является результатом давления рук всех сидящих за столом и которая <…>, когда руки устают <…>, достигает по временам значительной величины» — мнение это было опубликовано в виде «Частного заявления Д. А. Лачинова» в изданном резюме данного просветительского предприятия. Любопытен тот факт, что во время одного из сеансов руки Д. А. Лачинова и Д. И. Менделеева соседствовали в спиритическом круге — немногим довелось участвовать в подобных акциях в столь непосредственной близости с создателем периодической системы…

## Награды и научное признание
Николаевская главная физическая обсерватория оценила деятельность Д. А. в области метеорологии; за ту пользу, которую он принёс развитию этой науки в России изданием своих курсов и устройством метеорологической обсерватории в Лесном институте, она удостоила его в день своего 50-летнего юбилея звания «Почётного корреспондента». В 1899 г. Санкт-Петербургский электротехнический институт присвоил ему звание Почётного инженера-электрика, он был в числе первых из всего 17-ти, кому за период с 1899 по 1903 гг. было присвоено это звание (среди них: А. Н. Лодыгин, Н. Н. Бенардос, А. С. Попов, И. И. Боргман, М. О. Доливо-Добровольский, К. Ф. Сименс).
Научная общественность, как русская, так и зарубежная, высоко оценивала исследовательский дар и энтузиазм Д. А. Лачинова, чего нельзя сказать об оценке административной. Об этом не без горечи пишет председатель РТО Пётр Аркадьевич Кочубей в своём ходатайстве о присвоении Д. А. Лачинову звания профессора, обращённом к товарищу министра государственных имуществ, В. И. Вешнякову (07.06.1889), — такую недооценку отмечает и биограф учёного Борис Николаевич Ржонсницкий, много лет отдавший изучению его жизни и наследия. Помимо указанных выше знаков признания его заслуг, и премии Министерства земледелия (за «Основы метеорологии и климатологии»), присвоение которой было инициировано в 1895 году Академией наук, Д. А. Лачинов был награждён орденами: Св. Станислава 2-й степени (1885) и Св. Владимира 4-й степени (1893); с 14 мая 1896 года — действительный статский советник; кавалер французского ордена Почётного легиона.

## Научные труды
- О параллельном введении электрических ламп / Д. Лачинов. — Санкт-Петербург: тип. и хромолитогр. А. Траншеля, 1882. — [2], 23 с.
- О некоторых свойствах вольтовой дуги / [Соч.] Д. Лачинова. — Санкт-Петербург: тип. В. Демакова, [1877]. — 22 с.
- О вольтаметрической проверке гальванометров / [Соч.] Д. Лачинова. — Санкт-Петербург: тип. В. Демакова, [1887]. — 6 с.
- Об исследовании электрических разрядов посредством фотографии / [Соч.] Д. Лачинова. — [Санкт-Петербург]: тип. В. Безобразова и К°, [1888]. — 11 с.
- Курс метеорологии и климатологии: с 122 рисунками и 6 раскрашенными картами в тексте / сост. Д. А. Лачинов, доцент Лесного ин-та. — Санкт-Петербург: Изд. Ф. Павленкова, 1889. — [8], 352 с., [6] л. цв. карт.
- Проект промышленного добывания водорода посредством электролиза / [Соч.] Проф. Д. А. Лачинова. — Санкт-Петербург: тип. бр. Пантелеевых, 1893. — [2], 16 с., 1 л. черт.
- Основы метеорологии и климатологии / [Соч.] Д. А. Лачинова, проф. физики и метеорологии в С.-Петерб. лесном ин-те. — 2-е изд. — Санкт-Петербург: А. Ф. Девриен, 1895. — XII, 563 с., 14 л. цв. карт.

## Семья
Был женат на шведке Лауре Бенедиктовне Нагель; шурин инженера А. Б. Нагеля и архитектора Ф.-О. Б. Нагеля, дед художника Л. А. Шульца, прадед физикохимика М. М. Шульца, прапрадед художника Алексея Шульца.

### Архивные источники
- РГИА. Ф. 1343. — Оп. 24. — Ч. 1. — Ед. хр. 793—805.
- ИРЛИ (Пушкинский Дом) РАН, РО (Ф. Венгерова, № 1656).
- РГИА. Ф. 387.— Оп. 5. — Д. 31369. — Л. 49—56.